# Enevælde
Enevælde (absolutisme eller autokrati) er en styreform hvor lederen (monarken) har uindskrænket regeringsmagt.

## Europa
De fleste europæiske stater var fra 1600-tallet til begyndelsen af 1800-tallet styret på denne måde.
Indførelse af enevælde betød ikke nødvendigvis, at stænderforsamlingerne blev afskaffede, men der kunne ofte gå meget lang tid, mellem folkets repræsentanter blev indkaldt til møde.
I Frankrig havde rigsstænderne møde i 1614. Derefter gik der 175 år inden stænderne mødtes igen. Generalstændernes møde i Versailles i 1789 indledte Den Franske Revolution.

### Enevælde i Danmark-Norge og Danmark
Enevælden i Danmark-Norge blev indført efter en række politiske uroligheder i 1660 under Frederik 3. og afskaffet i 1848 ved en fredelig revolution efter Christian 8.s død. I Norge ophørte enevælden allerede i 1814 i forbindelse med opløsningen af rigsfællesskabet.
I 1660 lå landet i ruiner efter nederlaget i Karl Gustav-krigene mod Sverige, hvor de danske landsdele øst for Øresund måtte afstås. Kongen nød dog stor popularitet, og på et stændermøde i København blev det trods modstand fra adelen, besluttet at gøre tronen arvelig og at give kongen enevældig magt. Det kunne kongemagten gøre med henvisning til de pligter, adelen havde haft siden indførelsen af feudalvæsnet. Det var en magtfordeling, som gav de adelige en række fordele og rettigheder, til gengæld for at gøre krigstjeneste. Under svenskekrigene havde den danske adel vist sig helt uduelig i krig, og kun borgernes indsats havde reddet København. Enevælden blev i 1661 formaliseret gennem en forfatning, Suverænitetsakten (også kaldet Enevoldsarveregeringsakten), underskrevet af repræsentanter for de privilegerede stænder, gejstlighed og adel, og i Danmark én af de ufrie stænder, borgerne, i Norge også bønderne. Suverænitetsakten afløste Frederik III's håndfæstning og blev i 1665 selv afløst af Kongeloven.
Med enevældens indførelse mistede "den gamle adel" meget af dens indflydelse, og flere gamle privilegier afskaffes. En ny række privilegier gives til en ny type adelsmænd (friherrer), som adles af kongen til gengæld for tro tjeneste i det enevældige system.

### Stænderforsamlingernes rolle i Danmark-Norge
I Danmark blev rigstænderne formelt afskaffet med Kongeloven af 1665, og de holdt deres sidste møde i 1660 hvor de overgav den enevældige magt til kongen. I 1834 blev de rådgivende provinsialstænderforsamlinger oprettet og i 1835 indkaldt til møder i Roskilde, Viborg, Slesvig by og Itzehoe, men de havde som sådan ingen forbindelse til 1600-tallets stænder og var blot en følge af den danske konges forpligtelser ifølge Wienertraktaten til som hertug over Holsten at oprette en stænderforfatning i hertugdømmet. For at opveje en alt for stor holstensk stænderforsamlings indflydelse, oprettede han yderligere tre danske rådgivende stænderforsamlinger.

### Enevælde i Frankrig
Som model på et enevældigt styre ses ofte Frankrig under Ludvig 14. (kaldet solkongen), som tilskrives sloganet "Staten, det er mig". Det er dog værd at bemærke, at der under Ludvig 14. fortsat blev øvet en hel del indflydelse af den franske adel gennem de såkaldte parlamenter, der godkendte lovgivning for de enkelte geografiske områder.

### Finland
I Storfyrstendømmet Finland (1809-1917) bevarede kejseren den enevælde, der blev indført i Sverige i 1772 og styrket i 1789.
Frem til 1906 blev stænderne (landdagen) kun indkaldt få gange. I 1809 mødtes landdagen i Borgå. Derefter gik der 54 år, før stænderne mødtes igen. Der var møder i 1863, 1867, 1872, 1877, 1882, 1885, 1888, 1891, 1894, 1897, 1899 (ekstraordinært), 1900, 1904–1905 og 1905–1906 (ekstraordinært).
I 1906 besluttede landdagen at afskaffe stænderforsamlingen. I stedet skulle landdagen vælges ved almindelig valgret for både kvinder og mænd.

### Sverige
I Sverige blev enevælden indført i 1682, og den blev styrket i 1693. Den første afskaffelse af enevælden fandt sted i 1719. I 1772 blev enevælden genindført, og den blev styrket i 1789. Den svenske enevælde blev sidste gang afskaffet i 1809.
Adelen var modstander af enevælden. De svenske konger indkaldte til flere stændermøder, hvor de spillede de tre øvrige stænder (præster, borgere og bønder) ud mod adelen.[kilde mangler]

## Enevældens filosofi
Den engelske politiske filosof Hobbes leverede et teoretisk forsvar for enevælde. I bogen Leviathan gjorde han sig til talsmand for den tanke, at det organiserede samfund er resultatet af en kontrakt mellem borgerne, der overdrager al magt til staten. Borgerne opgiver deres autonomi for at undslippe naturtilstanden, hvor livet ifølge Hobbes er kendetegnet ved alles kamp mod alle – og derfor brutalt og kort.
Den franske filosof og retslærde Montesquieu regnede (det enevældige) monarki som anderledes end et egentligt despoti, idet han bl.a. fremhævede, at der i monarkiet er indgået en aftale mellem folket og kongen, mens den despotiske hersker selv har taget magten (f.eks. ved et militærkup).

## Enevælde i nutiden
I dag er der langt færre stater med en enevældig regering:
- Vatikanstaten[16]
- Eswatini[17]
- Oman[18]
- Brunei[19]
- Saudi-Arabien er også et enevælde, hvor der dog ikke findes en nedskrevet forfatning, og landets statsform bestemmes af shariaen og få andre love.[20]